# الجمعة السوداء
الجمعة السوداء (بالإنجليزية: Black Friday)‏ أو كما يُطلق عليها في الوطن العربي الجمعة البيضاء (بالإنجليزية: White Friday)، هو يوم الجمعة الذي يلي عيد الشكر في الولايات المتحدة، ويُعتبر تقليديًا بداية موسم التسوق الخاص بعيد الميلاد. تقدم العديد من المتاجر عروضًا ترويجية كبيرة تستمر بعضها حتى يوم الاثنين المعروف باسم (اثنين الإنترنت) أو تمتد على مدار أسبوع كامل.
يَتغير تاريخ يوم الجمعة الأسود كل عام، لكنه دائما ما يقع في نهاية شهر نوفمبر(تشرين الثاني)، ويُعتبر أكبر يوم للتسوق في السنة.
تطور هذا المصطلح من الإشارة إلى أزمات مالية، مثل تلك التي حدثت عام 1869، إلى استخدامه في تجارة التجزئة منذ الخمسينيات، كان يُعبر في البداية عن غياب الموظفين بعد عيد الشكر. أعادت شرطة فيلادلفيا تفسير المصطلح ليعكس الازدحام الناتج عن التسوق. بحلول الثمانينيات، أصبح يوم الجمعة السوداء يُشير إلى النقطة التي تنتقل فيها المتاجر من الخسارة إلى الربح.

## أصل التسمية
تعود تسمية الجمعة السوداء إلى القرن التاسع عشر؛ ارتبط ذلك مع الأزمة المالية في الولايات المتحدة عام 1869 والتي شكّلت ضربة كبرى للاقتصاد الأمريكي، حيثُ كسدت البضائع وتوقفت حركات البيع والشراء مما سبب كارثة اقتصادية في أمريكا، التي تعافت منها لاحقًا عبر اتخاذ مجموعة من الإجراءات، منها تقديم تخفيضات كبيرة على السلع بهدف بيعها بدلاً من تعرضها للكساد وتقليل الخسائر قدر المستطاع. ومنذ ذلك الحين، أصبح هذا تقليدًا في الولايات المتحدة، تُقدم كبرى المتاجر والمحلات والوكالات تخفيضات تصل إلى 90% على منتجاتها، لتعود بعد ذلك إلى أسعارها الطبيعية بعد انتهاء يوم الجمعة السوداء أو الشهر المخصص لهذا اليوم.
ظهر أقدم استخدام معروف لمصطلح الجمعة السوداء (للإشارة إلى اليوم الذي يلي عيد الشكر) في مجلة "إدارة المصنع والصيانة" في نوفمبر (تشرين الثاني) عام 1951، وظهر مجددًا في عام 1952.كان هذا الاستخدام يدل على سلوك العمال في الإبلاغ عن غيابهم بسبب المرض في اليوم التالي لعيد الشكر، وذلك للاستمتاع بعطلة نهاية أسبوع تمتد لأربعة أيام. في تلك الأثناء، بدأت الشرطة في فيلادلفيا وروتشستر في استخدام مصطلحي يوم الجمعة السوداء ويوم السبت الأسود لوصف التكدس المروري الذي يصاحب بدء موسم تسوق عيد الميلاد. في عام 1961، حاولت مدينة فيلادلفيا والتجار المحليون تحسين الأوضاع، حيثُ أوصى أحد خبراء العلاقات العامة بإعادة تسمية اليومين إلى "الجمعة الكبيرة" و"السبت الكبير"، ولكن هذه المصطلحات سرعان ما نُسيت.
ظَهر المصطلح لأول مرة في صحيفة (نيويورك تايمز) بتاريخ 29 نوفمبر (تشرين الثاني) 1975، وكان يُشير إلى "أكثر أيام التسوق ازدحامًا في السنة" في مدينة فيلادلفيا. وأفادت صحيفة (فيلادلفيا انكوايرر) في عام 1985 بأن التُجَّار في مدينتي سينسيناتي ولوس أنجلوس لم يكونوا على دراية بهذا المصطلح بعد.
اكتسب المصطلح اهتمام وطني في أوائل الثمانينيات، اعترض التُجَّار على استخدام مصطلح ساخر لوصف أحد أهم أيام التسوق في السنة، واقترحوا اشتقاقًا بديلاً، يفيد بأن التُجَّار عادة ما كانوا يعملون بخسارة مالية لمعظم السنة (من يناير حتى نوفمبر)، ويحققون أرباحهم خلال موسم العطلات الذي يبدأ في اليوم الذي يلي عيد الشكر. وفقًا لهذه النظرية، كانت السجلات المالية تستخدم الحبر الأحمر للاشارة إلى المبالغ السلبية (الخسارة) والحبر الأسود للإشارة إلى المبالغ الإيجابية (الربح). وبذلك، يُعتبر "يوم الجمعة السوداء" بداية الفترة التي يتوقف فيها التُجَّار عن استخدام الحبر الأحمر وبدء تحقيق أرباح السنة. أقدم مرجع معروف منشور لهذا التفسير ورد في صحيفة (فيلادلفيا إنكوايرر) بتاريخ 28 نوفمبر (تشرين الثاني) عام 1981.

## توقيت الجمعة السوداء
يأتي يوم الجمعة السوداء في توقيت مختلف كل سنة، فهو ليس ذو توقيت ثابت، فهو يأتي في اليوم الذي يلي عيد الشكر، وهو الذي يكون في يوم الجمعة الأخيرة من شهر نوفمبر من كل عام، على سبيل المثال، يوم الجمعة السوداء في عام 2015 كان في 27 نوفمبر، أما في 2016 فكان في 25 نوفمبر، وفي 2017 فهو في 24 نوفمبر، وفي عام 2018 كان في 23 نوفمبر ، وفي عام 2019 كان في 29 نوفمبر .

## في الوطن العربي
بالرغم من أن هذا الحدث منتشر في الولايات المتحدة الأمريكية وبعض دول العالم، إلا أن مواقع التسوق الإلكتروني العربية قد بدأت سنة 2014 بإطلاق يوم الجمعة السوداء بالمتاجر الإلكترونية وخصوصاً موقع أمازون وأطلق عليه اسم «الجمعة البيضاء»، وتم اختيار اللون الأبيض بدلا من الأسود لخصوصية يوم الجمعة لدى أغلبية العرب من المسلمين.

## اقرأ أيضاً
- الاثنين الأخضر
- اثنين الإنترنت